# Irsal Nasution
Irsal Nasution ist ein indonesischer Poolbillardspieler.

## Karriere
2010 erreichte Irsal Nasution das Finale der World Series of Pool, verlor dieses aber gegen Jundel Mazon. Ein Jahr später wurde er bei der World Series of Pool Dritter, 2012 wurde er Neunter.
Im Mai 2013 wurde Nasution Siebzehnter bei den China Open (9-Ball).
Bei der 10-Ball-Weltmeisterschaft 2015 erreichte Nasution erstmals die Finalrunde einer WM und schied erst im Achtelfinale gegen den späteren Weltmeister Ko Pin-yi aus.
Nasution nahm bislang dreimal am World Cup of Pool teil, schied aber sowohl 2011 gemeinsam mit Riyan Setiawan, als auch 2013 mit Ricky Yang und 2014 mit Muhammad Zulfikiri in der ersten Runde aus.
2012 war Nasution Teil der indonesischen Mannschaft, die bei der Team-WM das Achtelfinale erreichte.